# Ragadia siponta
Ragadia siponta är en fjärilsart som beskrevs av Hans Fruhstorfer 1911. Ragadia siponta ingår i släktet Ragadia och familjen praktfjärilar. Inga underarter finns listade.